# 臨界前核実験

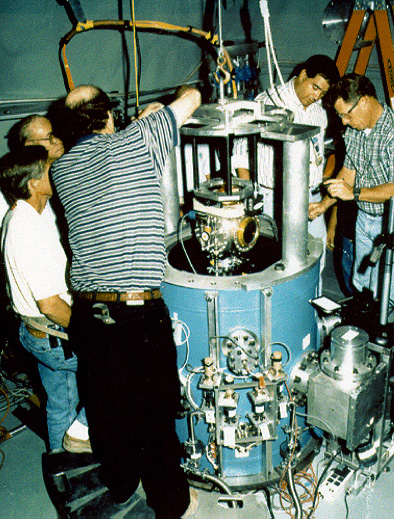
臨界前核実験の装置（ネバダ核実験場）

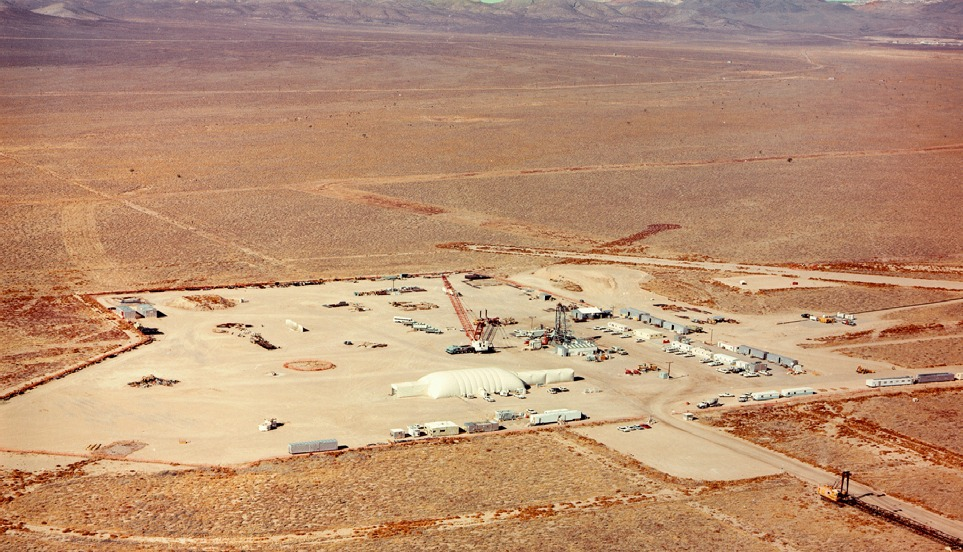
臨界前核実験が行われるU1a複合施設の外観（ネバダ核実験場）

臨界前核実験（りんかいまえかくじっけん、りんかいぜんかくじっけん、英: subcritical experiment）あるいは未臨界核実験（みりんかいかくじっけん）は、核物質を臨界状態に至らない条件に設定して行う核実験。核兵器の新たな開発や性能維持のために行われる。アメリカ合衆国やロシアやパキスタンなど、過去の核実験のデータを蓄積した核保有国において行われている。
核物質の高性能爆薬による爆破・圧縮や大出力レーザーの照射によって行われ、主に物性変化を観察することが目的である。実験結果はコンピュータ・シミュレーションの基礎データなどに利用される。核物質が臨界に達する前の段階で実験は終了するため、通常の核実験で起こるような、閃光・熱・爆風を伴う核爆発は発生せず、環境に対する汚染もない。
包括的核実験禁止条約 (CTBT) は、第一条において核爆発の実施を禁止対象としているが、臨界前核実験は核爆発を伴うものでないため、CTBTの禁止対象とはなっていない。

## アメリカの状況
米国では冷戦終結後、1992年以来新しい核兵器は開発されておらず、既存の核兵器も製造後20年以上経過し経年変化が進んでいる。このような状況下での核兵器の性能及び安全性確保のために、エネルギー省 (DOE) は核兵器備蓄性能維持計画 (Stockpile Stewardship Program) を策定し、2000年にこれを執行する機関として国家核安全保障局 (NNSA : National Nuclear Security Administration) という外局を設置している。NNSAからはローレンスリバモア国立研究所、ロスアラモス国立研究所、サンディア国立研究所などの機関に多額の資金が供給されている。
臨界前核実験はNNSAの統制下で、ネバダ核実験場 (現在の正式名称は「ネバダ国家安全保障施設」) の Area 1（第1地区）に設けられた U1a複合施設 (U1a Complex) と呼ばれる地下実験施設においてロスアラモス国立研究所が主体となって実施している。U1a施設の主要な部分は963フィート（約289m）地下に掘られた複数の水平トンネルから成り、その総延長は1.4マイルである。
また、サンディア国立研究所の核融合実験装置/X線発生装置であるZマシンを用いた、爆薬を必要とせず核爆発も伴わないプルトニウムの試験が行われている。これはマスメディアなどでは一応臨界前核実験とは区別して「新型核実験」と呼ばれている。
核兵器備蓄性能維持計画は、これらの実験とスーパーコンピューターを用いた詳細なシミュレーションにより実施されるとされている。

米国に関しては、情報公開法に基き公開されているが、核保有のその他の国については公開されていない（ロシア、中華人民共和国、フランス、イギリス等）。

基本的には、スーパーコンピュータと臨界前核実験の併用により開発が続いていると考えられている。
その理由としては、双方共に実験の秘匿性が高いという事と核兵器の製造の容易さによるものと考えられる。